# Gornje Stative
Gornje Stative jsou vesnice v Chorvatsku v Karlovacké župě. Jsou součástí opčiny Karlovac, od něhož se nacházejí asi 9 km severozápadně. V roce 2011 zde žilo 385 obyvatel. Nejvíce obyvatel (657) zde žilo v roce 1948.
Název Gornje Stative znamená horní Stative a od sousední vesnice Donje Stative jsou Gornje Stative odděleny řekou Dobrou. Obě vesnice patří do jiné opčiny; Gornje Stative jsou součástí opčiny města Karlovac, kdežto Donje Stative jsou součástí opčiny Netretić. Těsně kolem vesnice prochází dálnice A1, na níž se zde nachází tunel Sveti Marko. V samotné vesnici se nachází kostel svatého Marka a na vrcholu dálničního tunelu je též kaple svatého Marka a hřbitov. Dopravu zajišťuje zejména silnice D6, která nedaleko vesnice prochází a rovněž se na ní nachází most přes řeku Dobru.

## Sousední sídla
| Růžice kompasu | Donje Stative      | Zadobarje      |          | Růžice kompasu |
| Růžice kompasu | Brajakovo Brdo     | Sever          | Karlovac | Růžice kompasu |
| Růžice kompasu | Brajakovo Brdo     | Gornje Stative | Karlovac | Růžice kompasu |
| Růžice kompasu | Brajakovo Brdo     | Jih            | Karlovac | Růžice kompasu |
| Růžice kompasu | Bukovje Netretićko | Skupica        |          | Růžice kompasu |